# قبضة (وحدة طول)
القَبضة هي وحدة قياس طولي وهي أربعة أصابع.

## مقدار القبضة
- عند الحنفية 7.728 سنتيمتر.
- المالكية 5.888 سنتيمتر.
- وعند الحنابلة والشافعية: 10.304 سنتيمتر.

## المصدر
- كتاب حقيقة الدينار والدرهم والصاع والمد لأبي العباس أحمد العزفي السبتي.
- علي جمعة المكاييل والموازين الشرعية.